# مبدأ تومسن - برثلوت
في الكيمياء الحرارية، يعتبر مبدأ مبدأ تومسن - برثلوت فرضية في تاريخ الكيمياء تقترح بأن جميع التغيرات الكيميائية مصحوبة بإنتاج الحرارة، وأن العمليات التي تحدث هي تلك التي يتم فيها إنتاج أكبر قدر من الحرارة. صيغ هذا المبدأ في نسخ مختلفة قليلاً من قبل الكيميائي الدنماركي يوليوس تومسن في عام 1854 والكيميائي الفرنسي مارسيلين بيرثيلوت في عام 1864. أصبحت هذه الفرضية المبكرة في الكيمياء الحرارية الكلاسيكية الأساس المثير للجدل لبرنامج بحث استمر لثلاثة عقود.
أصبح هذا المبدأ مرتبطًا بما يسمى بنظرية التقارب الحراري، والتي افترضت أن الحرارة الناتجة عن تفاعل كيميائي هي المقياس الحقيقي لتقاربها. دحضت هذه الفرضية لاحقًا عندما أثبت العالم الألماني هيرمان فون هيلمهولتز في عام 1882 أن التقارب لا يُعطى من خلال الحرارة المتصاعدة في تفاعل كيميائي، بل بالأحرى من خلال الجهد الأقصى أو الطاقة الحرة الناتجة عندما تم تنفيذ التفاعل بشكل عكسي.